# Fortún Jiménez
Fortún Jiménez Bertandoña (m. 1534) fue un navegante español, el primer europeo que desembarcó en la península de Baja California.

## El segundo viaje de exploración patrocinado por Hernán Cortés
Se considera actualmente al español Hernán Cortés como el descubridor de la península de Baja California, aunque el primer europeo que desembarcó en lo que hoy es la península de Baja California fue el piloto y navegante español Fortún Jiménez, quien al mando del navío Concepción, propiedad de Hernán Cortés, avistó y desembarcó en 1534 en la península, que pensaba era una isla.
El navío Concepción, al mando del capitán y comandante de la expedición Diego de Becerra, era una de las dos naves que Hernán Cortés envió en 1533, poco después de la conquista de la gran Tenochtitlan, en un segundo viaje de exploración de la Mar del Sur (océano Pacífico). La otra nave era el navío San Lázaro, al mando del capitán Hernando de Grijalva.
Zarpó la expedición desde el actual puerto de Manzanillo (hoy en el estado de Colima, México) el 30 de octubre de 1533. El 20 de diciembre las naves se separaron: el San Lázaro, que se había adelantado, esperó en vano al Concepción durante tres días y al no avistar al navío acompañante se dedicó a explorar el océano Pacífico y descubrió el archipiélago de las islas Revillagigedo. A bordo del Concepción todo era diferente: el navegante y segundo en el mando, Fortún Jiménez, se había amotinado y había asesinado mientras dormía, al capitán Diego de Becerra. Después agredió a los tripulantes que se mostraron leales al asesinado capitán, para posteriormente abandonar a los heridos y a los frailes franciscanos que le acompañaban en la travesía en las costas de Michoacán.

## Descubrimiento de la península
Fortún Jiménez  navegó hacia el noroeste siguiendo la costa y en algún momento giró hacia el oeste y llegó a una apacible bahía. Hoy se sabe que arribó a la ciudad y puerto de La Paz (Baja California Sur), pensando que había arribado a una isla (no supo que había arribado a la actual península de Baja California). Allí se encontró con nativos semidesnudos que hablaban una lengua no conocida y que eran muy diferentes de los nativos del altiplano mexicano que tenían una cultura propia.
Los tripulantes que le acompañaban, al ver a las mujeres semidesnudas, y a causa de la larga vigilia sexual, las tomaron por la fuerza. También se dieron cuenta de que en el lugar abundaban las perlas que los nativos extraían de las conchas de moluscos de la bahía, así que se dedicaron a saquear el lugar y a abusar de las mujeres.
Hay que resaltar que Fortún Jiménez y acompañantes no otorgaron nombre alguno a ninguno de los sitios que encontraron. Serían otros exploradores quienes darían nombre a los lugares visitados por Fortún Jiménez.

## Su muerte
El abuso de las mujeres por parte de la tripulación, aunado al saqueo al cual se dedicaron, provocó un violento enfrentamiento con los nativos que terminó con la muerte de Fortún Jiménez y algunos de sus compañeros. Los sobrevivientes se retiraron del lugar y lograron llegar de regreso a duras penas al Concepción. Luego navegaron erráticamente durante varios días hasta llegar a las costas del actual estado de Jalisco, donde se encontraron con los subalternos de Nuño de Guzmán, quienes confiscaron la nave y les tomaron como prisioneros.